# Jan Veleba
Jan Veleba (Brno, 6 dicembre 1986) è un velocista ceco.
Ha battuto il record nazionale della staffetta 4x100 m durante le World Relays 2019, poi il 15 giugno 2019, durante l'AtletiCAGenève.
Ha vinto i campionati nazionali a Brno il 28 luglio e ha eguagliato il record nazionale di Zdeněk Stromšík in 10"16.

## Palmarès
| Anno | Manifestazione | Sede       | Evento      | Risultato  | Prestazione | Note                                     |
| ---- | -------------- | ---------- | ----------- | ---------- | ----------- | ---------------------------------------- |
| 2010 | Europei        | Barcellona | 100 m piani | Batteria   | 10"68       |                                          |
| 2011 | Europei indoor | Parigi     | 60 m piani  | Semifinale | 6"71        |                                          |
| 2012 | Europei        | Helsinki   | 100 m piani | Semifinale | 10"60       |                                          |
| 2012 | Europei        | Helsinki   | 4x100 m     | Finale     | dnf         |                                          |
| 2014 | Europei        | Zurigo     | 100 m piani | Semifinale | 10"38       |                                          |
| 2015 | Europei indoor | Praga      | 60 m piani  | Semifinale | 6"74        |                                          |
| 2016 | Europei        | Amsterdam  | 100 m piani | Semifinale | 10"28       |                                          |
| 2017 | Europei indoor | Belgrado   | 60 m piani  | Semifinale | 6"80        |                                          |
| 2018 | Europei        | Berlino    | 100 m piani | Batteria   | 10"52       |                                          |
| 2018 | Europei        | Berlino    | 4x100 m     | Finale     | dns         |                                          |
| 2019 | World Relays   | Yokohama   | 4x100 m     | Batteria   | 38"77       |                                          |
| 2021 | Europei indoor | Toruń      | 60 m piani  | Batteria   | 6"75        |                                          |
| 2021 | World Relays   | Chorzów    | 4x100 m     | Batteria   | dnf         |                                          |
| 2024 | World Relays   | Nassau     | 4×100 m     | Batteria   | 39"31       |                                          |
| 2024 | Europei        | Roma       | 100 m piani | Batteria   | 10"53       | Miglior prestazione personale stagionale |
| 2024 | Europei        | Roma       | 4×100 m     | Batteria   | 39"22       |                                          |